# Shane O'Toole
Shane O'Toole (Dublín, 5 de julio de 1955) es un historiador, comisario artístico y crítico de arquitectura irlandés.

## Biografía
Graduado en Arquitectura en el University College Dublin en 1979, dirigió un grupo de investigación en la misma universidad de 1986 a 1991, año en que fundó el 'Group 91 Architects'. Ha sido presidente de la Asociación de Arquitectos de Irlanda (AAI, Architectural Association of Ireland) y director de la Fundación Irlandesa de la Arquitectura (IAF, Irish Architecture Foundation). También fundó DoCoMoMo Ireland, parte de Docomomo International. Como curador de arte, lo fue de la presentación de Irlanda en la Bienal de Venecia durante los años 2004 y 2006. Actualmente (2014), es miembro del Comité Internacional de Críticos de Arquitectura (CICA).
Dirigió el plan de infraestructuras para la regeneración del distrito dublinés de Temple Bar durante los años 1990 y ha sido ganador de varios premios, como el de la Bienal de Arquitectura de Cracovia (1989), el premio de Arquitectura Contemporánea de la Unión Europea - Mies Van der Rohe (finalista en 1996) y el premio Sir Patrick Abercrombie de la Unión Internacional de Arquitectos (UIA) en 2002 entre otros. Además, en 2008, 2009 y 2010, la International Building Press (IBP) lo nombró Crítico de Arquitectura del Año por sus columnas en The Sunday Times y Building Design.
O'Toole es miembro del comité de expertos del Premio Europeo del Espacio Público Urbano desde la edición de 2012, del Royal Institute of the Architects of Ireland y del Royal Institute of British Architects.